# Comuna Cozmești, Iași
Cozmești (în maghiară Kozmest) este o comună în județul Iași, Moldova, România, formată din satele Cozmești (reședința), Podolenii de Jos și Podolenii de Sus.

## Așezare
Comuna se află în extremitatea sud-estică a județului, la limita cu județul Vaslui, pe malurile pârâurilor Moșna și Podoleni. Este deservită de șoseaua județeană DJ244G, care o leagă spre est de Gorban (unde se termină în DN28).

## Demografie
Componența etnică a comunei Cozmești
     Români (87,66%)
     Alte etnii (12,34%)
Componența confesională a comunei Cozmești
     Ortodocși (86,78%)
     Alte religii (0,7%)
     Necunoscută (12,52%)
Conform recensământului efectuat în 2021, populația comunei Cozmești se ridică la 2.285 de locuitori, în scădere față de recensământul anterior din 2011, când fuseseră înregistrați 2.664 de locuitori. Majoritatea locuitorilor sunt români (87,66%). Din punct de vedere confesional, majoritatea locuitorilor sunt ortodocși (86,78%), iar pentru 12,52% nu se cunoaște apartenența confesională.

## Politică și administrație
Comuna Cozmești este administrată de un primar și un consiliu local compus din 13 consilieri. Primarul, Mihai Habet[*], de la Partidul Național Liberal, este în funcție din 1 noiembrie 2024. Începând cu alegerile locale din 2024, consiliul local are următoarea componență pe partide politice:
|  | Partid                          | Consilieri | Componența Consiliului | Componența Consiliului | Componența Consiliului | Componența Consiliului | Componența Consiliului | Componența Consiliului |
|  | ------------------------------- | ---------- | ---------------------- | ---------------------- | ---------------------- | ---------------------- | ---------------------- | ---------------------- |
|  | Partidul Național Liberal       | 6          |                        |                        |                        |                        |                        |                        |
|  | Partidul Social Democrat        | 5          |                        |                        |                        |                        |                        |                        |
|  | Alianța pentru Unirea Românilor | 2          |                        |                        |                        |                        |                        |                        |

## Istorie
La sfârșitul secolului al XIX-lea, comuna făcea parte din plasa Podoleni a județului Fălciu și era formată numai din satul de reședință, având 1293 de locuitori, o biserică ridicată în 1795 și o școală cu 30 de elevi deschisă în 1865, principalul proprietar de pământuri fiind statul. La acea vreme, pe teritoriul actual al comunei mai funcționa, în aceeași plasă, și comuna Podoleni, formată din satele Podolenii de Jos și Podolenii de Sus, având în total 1423 de locuitori, o școală și două biserici.
Anuarul Socec din 1925 consemnează cele două comune în plasa Răducăneni a aceluiași județ, comuna Cozmeni având aceeași alcătuire și 1531 de locuitori, iar comuna Podoleni având în plus satul Podu Hagiu și 2047 de locuitori. În 1931, comuna Podoleni a fost desființată, cele trei sate ale ei trecând la comuna Cozmeni.
În 1950, comuna Cozmeni a fost arondată raionului Codăești, apoi (după 1956) raionului Iași din regiunea Iași. În 1968, a trecut la județul Iași.

## Monumente istorice

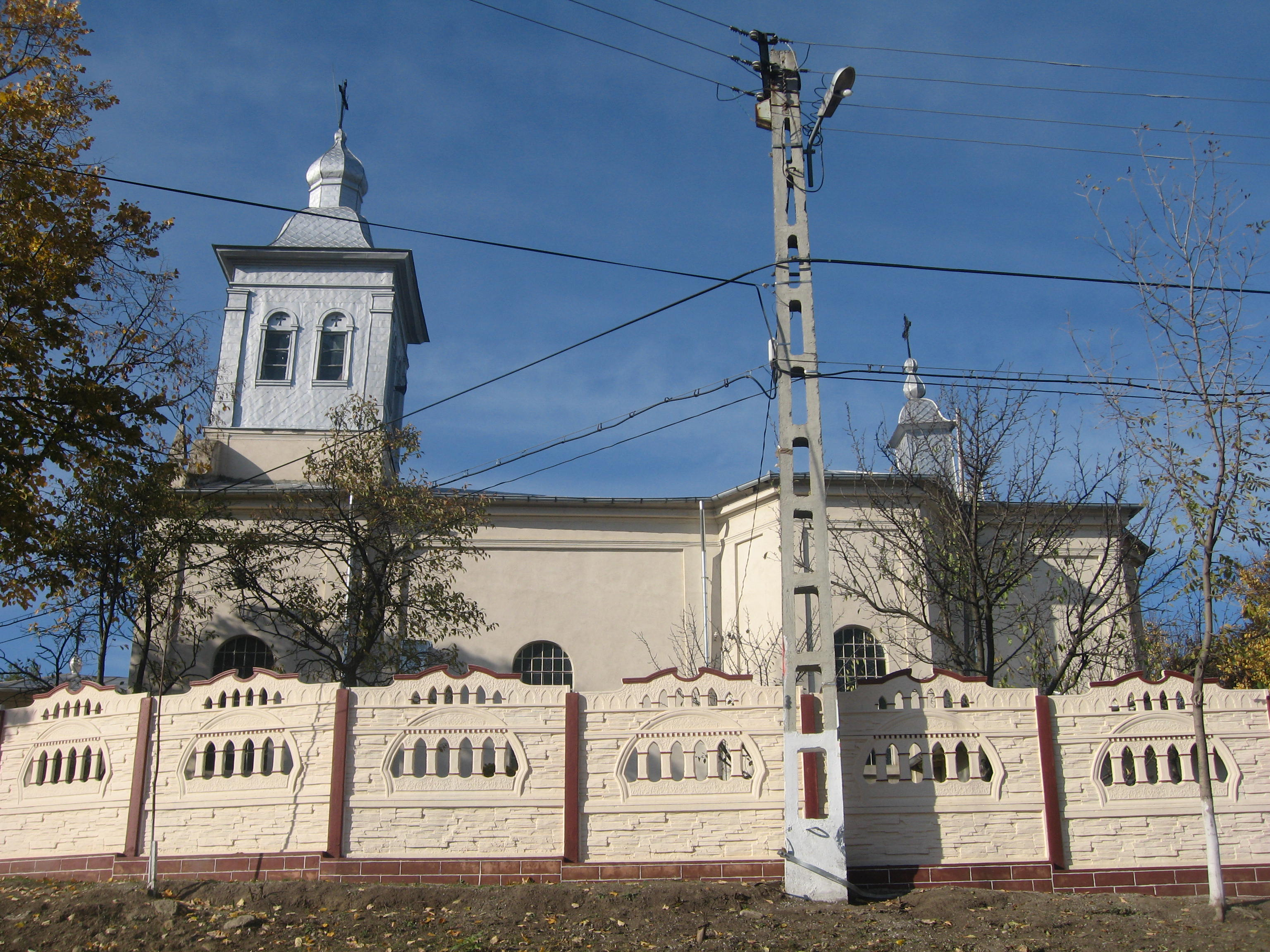
Biserica „Sfinții Voievozi” din Cozmești, monument istoric de interes local

Două obiective din comuna Cozmești sunt incluse în lista monumentelor istorice din județul Iași ca monumente de interes local. Unul este un sit arheologic, aflat în punctul „la Iezătură”, aflat la 500 m est de satul Podolenii de Jos, pe malul drept al Moșnei, sit ce cuprinde așezări din perioada Latène (cultura geto-dacică), secolele al VIII-lea–al X-lea (Evul Mediu Timpuriu), secolele al XI-lea–al XII-lea și secolul al XVI-lea. Celălalt obiectiv, clasificat ca monument de arhitectură, este Biserica „Sfinții Voievozi” (1909) din satul Cozmești.

## Personalități locale
- Petru Bogdan (1873-1944) - chimist, membru titular al Academiei Române, primar al Iașului în 1934.